# Parque de la Vida
El Parque de la Vida es el parque urbano más grande de Armenia, Colombia, y uno de sus principales atractivos turísticos. Ubicado en la zona norte de la ciudad, está delimitado al oeste por la Bolívar y al este por la Avenida  Centenario, aunque su entrada principal se encuentra en la Calle 8 con Carrera 13, en el sector norte. Este espacio natural se ha convertido en un destino popular para residentes y visitantes por su amplia oferta recreativa y su entorno tranquilo.
El parque es considerado como una pequeña reserva natural dentro de la ciudad. El ingreso tiene un costo de 5.000 pesos. Tiene una zona boscosa, árboles y jardines en toda su extensión, un lago con peces, patos y gansos, senderos adoquinados y una cascada artificial en terraza como espejos de agua que termina en una acequia. El Parque posee graderías al aire libre que terminan en el lago, dentro del cual hay un escenario cubierto para presentaciones artísticas. Este parque fue un regalo de la Federación Nacional de Cafeteros a la ciudad de Armenia, en su cumpleaños número 100.[cita requerida]